# Tupoljev Tu-16
Tupoljev Tu-16 (NATO oznaka: Badger) je bil podzvočni dvomotorni strateški bombnik, ki so ga zasnovali v biroju Tupoljev. V uporabi je bil več kot 50 let, Kitajska ga je licenčno gradila kot Xian H-6, ki je še vedno v uporabi.
V poznih 1940ih je Sovjetska zveza zaostajala za ZDA na področju strateških bombnikov. Edini sovjetski bombnik z dolgim dosegom je bil Tu-4 'Bull', ki je popolna kopija ameriškega Boeing B-29 Superfortress. 
Novi turboreaktivni motorji Mikulin AM-3 so omogočali razvoj novega težkega in hitrega bombnika. Tupoljev je začel delati na Tu-88 ("zrakoplov N") prototipu leta 1950. Prvič je poletel 27. aprila 1952. To letalo je premagalo konkurenta Il-46 in Tupoljev je dobil pogodbo za proizvodnjo decembra 1952. V uporabo je vstopil leta 1954 in dobil oznako Tu-16.
Tu-16 je imel velika krila z naklonom in dva motorja Mikulin AM-3 nameščena v korenih kril. Lahko je bil oborožen z veliko 9-tonsko bombo FAB-9000 (ruski ekvivalent Grand Slam bombi). Dolet je bil okrog 4500 kilometrov.
Sprva je bil namenjen za let na velikih višinah in nošenju prostopadajočih bomb. Pozneje v sredini 1950. let so ga oborožili z manevrirnimi raketami kot je AS-1. Te rakete so bile na izgled podobne lovcu Mikojan-Gurevič MiG-15 in so bile lahko obrožene s konvencionalno bojno glavo ali pa jedrsko konico. Doseg raket bil okrog 140 kilometrov. Primarni cilj so bile letalonosilke in druge površinske ladje Ameriške mornarice. S časom so Tu-16 nadgradili z novejšimi orožji.
Tu-16 so gradili v različnih verzijah: bombnik, izvidniška, za patruliranje morja, elektronsko izvidništvo - ELINT, elektronske bojevanje - ECM. Skupaj je bilo v letih 1954–1962 v treh tovarnah v Sovjetski zvezi zgrajenih 1507 letal. Zgradili so tudi civilno verzijo Tupoljev Tu-104.
Na Kitajskem ostaja v uporabi več kot 120 licenčnih Xian H-6.

## Tehnične specifikacije (Tu-16)
Splošne značilnosti
- Posadka: 6–7
- Dolžina: 34,80 m (114 ft 2 in)
- Razpon kril: 33,00 m (108 ft 3 in)
- Višina: 10,36 m (34 ft 0 in)
- Površina kril: 165 m2 (1.780 sq ft)
- Teža praznega letala: 37.200 kg (82.012 lb)
- Bruto teža: 76.000 kg (167.551 lb)
- Maks. vzletna teža: 79.000 kg (174.165 lb)
- Pogon letala: 2 × Mikulin AM-3 M-500 turboreaktivni motor, 932 kN (210.000 lbf) potisk motorjev  vsak

Zmogljivost
- Maks. hitrost: 1.050 km/h (652 mph; 567 kn)
- Doseg: 7.200 km (4.474 mi; 3.888 nmi)
- Višina leta: 12.800 m (41.995 ft)
- Obremenitev kril: 460 kg/m2 (94 lb/sq ft)
- Razmerje potisk/teža: 0,24

Oborožitev

- Strelno orožje: 6–7 × 23 mm top Afanasev Makarov AM-23
- Izstrelki: 

  - 2 × Raduga KS-1 Komet (AS-1 Kennel) protiladijska raketa
  - 1 × Raduga K-10S (AS-2 Kipper) protiladijska raketa
  - 2 × Raduga KSR-5 (AS-6 Kingfish) protiladijska raketa
- Bombe: 9 000 kg (20 000 lb) prostopadajočih bomb